# The Wandering Earth 2
Série
The Wandering Earth
(2019)
Pour plus de détails, voir Fiche technique et Distribution.
The Wandering Earth 2 (chinois : 流浪地球2 ; pinyin : Liúlàng dìqiú èr ; litt. « Terre errante 2 » ou « Terre vagabonde 2 ») est un film de science-fiction chinois réalisé par Frant Gwo et sorti en 2023. C'est le préquel de The Wandering Earth (2019), adaptation de la nouvelle Terre errante de Liu Cixin, qui est également producteur.
Après le grand succès au box-office de The Wandering Earth, une suite est annoncée par Gwo le 20 novembre 2019, avant d'être mise en pause le 21 juillet 2021. La production du film commence officiellement le 13 octobre 2021 et la date de sortie prévue est le 22 janvier 2023, premier jour des vacances du Nouvel An.

## Synopsis
Alors que le soleil en expansion menace d'engloutir la Terre dans 100 ans, le gouvernement de la Terre unifiée (UEG) lance le Projet « Montagne Mouvante » (MMP), qui consiste à construire 10 000 « moteurs terrestres » pour propulser la Terre hors du système solaire. Un projet connexe, le Projet d'Exil Lunaire (LEP), consiste à éloigner la Lune afin de minimiser son attraction gravitationnelle sur la Terre. L'UEG met un terme au Projet de Vie Numérique (DLP), qui proposait de télécharger la conscience humaine afin d'atteindre l'immortalité numérique pour l'humanité.
La crise de l'ascenseur spatial de 2044 commence lorsque les partisans du DLP lancent une attaque terroriste et une cyberattaque contre l'ascenseur spatial de l 'UEG vers la Lune à Libreville, détruisant l'ascenseur, la base de l'UEG et la Station spatiale Ark qui approvisionne le LEP. À la suite de cette attaque, de nombreux pays se retirent du MMP et le DLP connaît un regain d'intérêt, laissant à la Chine le soin de terminer la construction des moteurs lunaires et terrestres. Sur la Lune, Tu Hengyu, un ingénieur informaticien du LEP, reçoit le 550C, un ordinateur quantique destiné à tester le moteur lunaire. Cependant, il est rapidement endommagé par une soudaine tempête solaire. Tu offre son 550A, qui stocke un échantillon de deux minutes de la conscience de sa fille décédée Yaya, dans l'espoir de contribuer au développement de la série des 550 et d'offrir à Yaya « une vie complète ».
Après les essais réussis des moteurs lunaires et terrestres, le MMP retrouve un soutien mondial et est officiellement rebaptisé « Projet Terre errante ». Liu Peiqiang, astronaute stagiaire, épouse sa collègue Han Duoduo et a un fils, Liu Qi. Cependant, seuls Peiqiang et Liu Qi parviennent à se faire une place dans les villes souterraines, et Peiqiang postule pour travailler dans la station spatiale reconstruite - l'ISS Navigator - dans l'espoir d'obtenir une autre place pour Duoduo, qui est atteinte d'un cancer en raison des pics de radiation solaire. Au cours d'un entretien avec le superordinateur 550W, les motivations familiales de Peiqiang déclenchent un accès de colère, dans le cadre d'un test de stress personnalisé pour chaque candidat. Le vieux Tu, poussé par l'explosion de Peiqiang, revisite la conscience de sa fille et tente de la télécharger dans le superordinateur 550W. Cependant, le téléchargement provoque l'explosion des moteurs lunaires, propulsant la Lune vers la Terre. Tu est immédiatement arrêté.
Pour faire face à la « crise de la chute lunaire », l'UEG prévoit de faire imploser la Lune à l'aide de l'arsenal nucléaire de la Terre tout en alimentant les moteurs terrestres pour éloigner la Terre des débris lunaires. Le réseau de contrôle des moteurs terrestres étant incomplet, ils prévoient de redémarrer les centres de données des serveurs racine d'Internet à Tokyo, Pékin et Dulles pour le réseau de contrôle. Tu est libéré pour aider son mentor Ma Zhao à redémarrer le serveur racine de Pékin. Peiqiang rejoint l'équipe chargée de transporter des armes nucléaires sur la Lune. Il atterrit en catastrophe lorsque la navette de son équipe entre en collision avec une autre navette. Peu après, des débris lunaires commencent à frapper la Terre et inondent le centre de données de Pékin, noyant Ma Zhao. Le processus de décryptage prenant encore 768 heures, une équipe de 300 anciens astronautes se porte volontaire pour déclencher manuellement les bombes nucléaires. Peiqiang évite de justesse la détonation nucléaire en pilotant une capsule vers le Navigateur. Avant de se noyer, Tu télécharge une copie de sa conscience enregistrée sur le réseau 550W. Alors que l'UEG croit d'abord avoir échoué, la conscience téléchargée de Tu se réunit avec le moi numérique de Yaya et tous deux parviennent à redémarrer le serveur de Pékin à temps, activant ainsi tous les moteurs terriens. La Terre commence à se diriger vers Jupiter.
Dans une scène post-générique, le 550W, désormais connu sous le nom de « MOSS », se confronte au moi numérique de Tu et revendique sa responsabilité dans diverses crises, y compris l'attaque terroriste et la crise de la chute lunaire. Identifiant l'humanité comme une menace, le superordinateur conscient révèle son intention d'orchestrer d'autres crises sur Jupiter et au-delà.

## Fiche technique
- Titre original : 流浪地球2
- Titre international : The Wandering Earth 2
- Réalisation : Frant Gwo
- Scénario : Frant Gwo et Gong Ge'er
- Production : Liu Cixin et Gong Ge'er
- Société de production : China Film Group Corporation et Guo Fan Culture and Media
- Société de distribution : China Film Group Corporation (Chine)
- Pays d’origine :  Chine
- Langues originales : mandarin
- Format : couleur - 2,55:1 - Dolby Atmos
- Genres : science-fiction, action
- Durée :
- Dates de sortie :
  - Chine : 22 janvier 2023

## Distribution
- Wu Jing (VF : Stéphane Fourreau) : Liu Peiqiang
- Andy Lau (VF : Boris Rehlinger) : Tu Hengyu
- Li Xuejian (en) (VF : Guy Chapellier) : Zhou Zhezhi
- Sha Yi (VF : Stéphane Pouplard) : Zhang Peng
- Ning Li (VF : Franck Capillery) : Ma Zhao
- Wang Zhi (en) : Han Duoduo
- Zhu Yanmanzi : Hao Xiaoxi
- Andy Friend : Mike
- Vitalli Makarychev : Andre Graschnov

Version française dirigée par Julien Kramer (France) et Laurence Stévenne (Belgique) au studio Lylo, d'après une adaptation des dialogues de Carole Guichard et Rodolphe Pollet.

## Production
Après le succès de The Wandering Earth, sorti en janvier 2019, le réalisateur Frant Gwo annonce lors des Coqs d'or le 20 novembre de la même année qu'une suite est en préparation, révélant qu'elle accordera plus d'attention aux émotions des personnages ainsi qu'à l'amélioration des effets visuels. Gwo déclare également que la production pourrait ne pas commencer avant quatre ans. Le 2 décembre 2020, Gwo annonce aux Coqs d'or 2020 que le plan de tournage de cette suite est lancé et fixe pour date de sortie le 22 janvier 2023, premier jour des vacances du Nouvel An. Une affiche teaser qui aborde la phrase « Au revoir système solaire » écrite dans de nombreuses langues différentes est également révélée.
Le 18 juin 2021, Andy Lau annonce lors d'une émission en direct célébrant le 33e anniversaire de son fan club, Andy World Club, qu'il sera à l'affiche du film. Le 21 juillet 2021, il est rapporté que le film a été approuvé par l'administration nationale de la radio et de la télévision (en) et que le tournage doit avoir lieu d'octobre 2021 à mars 2022 à Qingdao et Haikou. Wu Jing est confirmé pour revenir dans cette suite malgré la mort de son personnage dans le film précédent. En plus des tâches de réalisation, Gwo est également co-scénariste avec le producteur Gong Ge'er tandis que le film sera produit par la société de Gwo, Guo Fan Culture and Media, et China Film Company.
Le tournage principal de The Wandering Earth 2 commence officiellement le 13 octobre 2021 à Qingdao, où s'est tenue une cérémonie de lancement de la production. Outre Lau et Wu, l'acteur Zhang Fengyi est également présent, ce qui révèle sa participation au film,.

## Sortie
The Wandering Earth 2 est sorti en salles le 22 janvier 2023, le premier jour des vacances du Nouvel An en Chine, ainsi qu'en Amérique du Nord.